# Napoleon ist an allem schuld
Napoleon ist an allem schuld war der erste Tonfilm des Bühnenautors, Schauspielers und Regisseurs Curt Goetz. Dieser schrieb gemeinsam mit Karl Peter Gillmann das Drehbuch und inszenierte die gesellschaftskritische Satire mit sich selbst und seiner Ehefrau Valérie von Martens in den Hauptrollen. Er wurde ab 1. Juni bis Juli 1938 gedreht. Die Uraufführung fand am 29. November 1938 im Gloria-Palast in Berlin statt.

## Handlung
Lord Arthur Cavershoot widmet sein Leben mit voller Hingabe seinen Studien über Napoléon Bonaparte. Darüber vernachlässigt er nicht zuletzt seine Frau, die den adäquaten Namen Josephine trägt.
Als Cavershoot zu einem Kongress von Napoleonforschern nach Paris fährt, lernt er die junge Tänzerin Madeleine kennen. Durch eine Verkettung unglücklicher Umstände erscheint in der Daily Mail ein Foto von beiden mit der Bildunterschrift „Lord Cavershoot zeigt seiner reizenden Tochter das Pariser Nachtleben“. Um dem Zorn seiner Gemahlin zu entgehen und den Verdacht eines Seitensprungs zu vermeiden, stellt Cavershoot die junge Frau in England als uneheliche Tochter vor.
Doch Lady Cavershoot nimmt Madeleine herzlich bei sich auf, was Cavershoot gar nicht behagt. Letzten Endes erlebt der große Napoleonforscher jedoch sein persönliches Waterloo und reist mit Josephine nach Paris, um Madeleine tatsächlich als Tochter zu adoptieren.

## Weiteres
Napoleon ist an allem schuld ist eine Komödie, die vor allem auf Dialogwitz aufbaut. Wenn Cavershoot sich am Jahrestag der Schlacht von Waterloo von einem Diener mit Pistolenschüssen wecken lässt, um diesen Tag authentisch zu erleben, gleicht er mehr einem Napoleon-Fanatiker als einem Forscher. Ebenso führt er hingebungsvoll mit Gleichgesinnten Gespräche, ob Napoleons Worte Voilà, un homme! , die er zu Goethe gesagt haben soll, mit der Betonung Voilà, ein Mensch! oder Voilà, ein Mann!  zu übersetzen seien, bis ihm im Traum Napoleon erscheint und bei seinem Anblick nur Voilà, ein Schwein! urteilt.
Die nationalsozialistische Führung sah Goetz’ Satire weniger positiv. Joseph Goebbels störte sich an den Pointen auf Kosten der Deutschen sowie der gesellschaftskritischen Darstellung von Militarismus. Als Goetz mit seiner Ehefrau 1939 zunächst in die Schweiz, schließlich nach Kalifornien emigrierte, wurde der Film auf Geheiß Goebbels’ verboten.

## Kritiken
- Das Lexikon des internationalen Films urteilt: „Gesellschaftskomödie von Curt Goetz, die mit gutmütigem Spott, Tempo und Temperament menschliche Schwächen glossiert.“[2]
- Thomas Kramer schreibt in Reclams Lexikon des deutschen Films (1995): „Ironische Breitseiten gegen den britischen ›Way of life‹ wurden mit einer deutlichen Sympathiekundgebung für englische Fairness und Individualismus verknüpft. Offen antimilitaristische Akzente waren für NS-Stellen Anlaß, dem Film eine negative Aufnahme zu bereiten, worauf Goetz und seine Ehefrau Valérie von Martens ein Angebot Hollywoods annahmen und in die USA emigrierten.“

## Auszeichnungen
- Die Filmprüfstelle verlieh der Produktion das Prädikat künstlerisch wertvoll.